# Афалу-бу-Руммель
Афа́лу-бу-Румме́ль (фр. Afalu-bu-Rhummel) — могильник оранской культуры эпохи верхнего палеолита.
Открыт в 1928—1929 годах французским учёным-палеонтологом и антропологом К. Арамбуром в одноименном гроте в провинции Бежайа на северо-западе Алжира. К. Арамбур обнаружил здесь около 50 скелетов, сочетающих признаки негроидной и европеоидной (кроманьонской) рас. Скелеты из могильника Афалу-бу-Руммель (11,5−13,1 тыс. л. до н. э.) относятся к афалу-мехтоидной расе (иберо-мавританская культура).
Дальнейшие открытия в этом районе позволили установить их принадлежность к так называемым протокроманьонцам, представителям архаичных Homo sapiens, которые в то время населяли весь южный район Средиземноморского бассейна вплоть до внутренней части Сахары.